# Pressens Opinionsnämnd
Pressens Opinionsnämnd (PON), bildad 1916, var en av tidningsbranschen i Sverige inrättad organisation för självgranskning och som granskar om medier följer pressens publicitetsregler.
Pressens Opinionsnämnd ombildades 1 januari 2020 till Mediernas Etiknämnd.

## Historia
Pressens Opinionsnämnd bildades 1916 av Publicistklubben, Svenska Tidningsutgivareföreningen (idag TU – Medier i Sverige) och Svenska Journalistförbundet. Senare kom även Sveriges Tidskrifter att ingå i det pressetiska systemets huvudmannakrets, Pressens samarbetsnämnd.
Från början hade PON inte bara hand om klagomål från enskilda personer som ansåg sig illa behandlade av en tidning. Nämnden skulle till exempel även slita ekonomiska tvister mellan tidningar och oenigheter mellan ledning och anställda inom redaktioner.
De första åren var det en tynande verksamhet. Det första ärendet gällde en tvist om lönerna på Ystadstidningen Aurora. Den första fällningen för vad som publicerats kom 1924. En fil dr Kjellström fick rätt i att Dagens Nyheter och Svenska Dagbladet borde ha tagit kontakt med honom innan tidningarna publicerade artiklar om en planerad sammankomst.
En begränsande faktor kan ha varit att det kostade 20 kronor för en privatperson att göra en anmälan, vilket då motsvarade lön för cirka tio dagsverken inom jordbruket.
Även om antalet anmälningar successivt ökade, särskilt under 1960-talet, var det först i början av 1970-talet som verksamheten verkligen fick fart. Det berodde på att systemet gjordes om 1969, bland annat fick PON ledamöter som representerade allmänheten (utöver branschrepresentanterna) och PO-ämbetet inrättades för att säkerställa ett effektivare utredningsarbete.
Sedan 1980 har antalet anmälningar till PO i allmänhet pendlat mellan 300 och 400 per år. Under andra halvan av 00-talet sjönk antalet något, med 288 som lägst 2011. Sedan dess har utvecklingen vänt och nivån ligger i dag på det dubbla, mellan 500 och 600 anmälningar om året. För 2018 blev noteringen 620 anmälningar.
Under 2018 beslutade Pressens Opinionsnämnd om 86 fällningar, den högsta siffran sedan 1985 då PON beslutade om 105 fällningar.
2016 var ett jubileumsår då PON, världens äldsta pressnämnd, fyllde 100 år.

## Verksamhet
PON kan fälla en tidning om den har:
- "åsidosatt god publicistisk sed"
- "brutit mot god publicistisk sed" eller
- "grovt brutit mot god publicistisk sed"

### Anmälan till PO
Anmälningar av publicerat material går först till allmänhetens pressombudsman (PO) som väljer om anmälningen ska avskrivas eller gå vidare till PON. Om pressombudsmannen skickat ett ärende vidare till nämnden, granskar nämnden ärendet och friar eller fäller tidningen bakom publiceringen.

### Överklagan av ett av PO avskrivet fall
Om anmälaren vill överklaga ett av PO avskrivet fall kan denne göra detta direkt till PON. Ett skriftligt överklagande måste då skickas till PON inom en månad efter PO:s beslut.

### Fällningar av PON, publicering av beslut, avgift
Den tidning som fälls måste dels annonsera att den blivit fälld, och dels betala en expeditionsavgift. Avgiftens storlek bestäms av tidningens storlek; 32 000 kronor för tidningar med en upplaga över 10 000 exemplar, i annat fall är avgiften 13 000 kronor.
Inom media finns en hederskodex att inte argumentera emot ett beslut av PON i direkt anslutning till den egna publiceringen av beslutet. PO har dock uttryckligen välkomnat övrig debatt och diskussioner kring beslut eftersom diskussioner kring pressetik är nödvändiga för att den ska kunna utvecklas.

## Ekonomi
Expeditionsavgifterna från fällda tidningar täcker omkring 25 procent av PO:s och PON:s verksamhetskostnader. Återstoden svarar främst Svenska Tidningsutgivareföreningen för (80 procent), men även Svenska Journalistförbundet, Publicistklubben och Sveriges Tidskrifter. Genomsnittet för verksamhetskostnaderna är omkring fyra miljoner kronor per år.

## Organisation, ordförande och ledamöter
Nämnden består av en ordförande och tre viceordförande, åtta ordinarie ledamöter och suppleanter från pressen (Publicistklubben, Svenska Journalistförbundet, Svenska Tidningsutgivareföreningen och Sveriges Tidskrifter), samt sex ordinarie ledamöter och suppleanter från allmänheten. Ordförandena är erfarna jurister och utses av Pressens Samarbetsnämnd. Varje organisation i Pressens Samarbetsnämnd utser också två ledamöter och suppleanter var. Ledamöterna för allmänheten utses av chefsjustitieombudsmannen och ordföranden för Sveriges Advokatsamfund.

## Liknande verksamhet i andra länder
I Danmark granskas tidningar av Pressenævnet. År 2012 uppmärksammades att Pressenævnet ålade tidningen Ekstra Bladet att meddela en rättelse på förstasidan. Tidningen informerade om rättelsen på förstasidan och publicerade själva rättelsen på sidan 2. Tidningens chefredaktör Poul Madsen sade att det var förfärligt att använda tidningens bästa sida, sidan 2, men ansåg att det var rimligt att det fanns ett samband mellan det sätt som historier publicerades och det sättet man rättade eventuella fel.
Den norska motsvarigheten till Pressens opinionsnämnd heter Pressens Faglige Utvalg.